# Kovács Imre (színművész)
Kovács Imre (eredeti neve: Klein Imre; 1946-ig) (Budapest, 1887. szeptember 19. – Budapest, 1967. szeptember 10.) magyar színész, színházi rendező, színigazgató.

## Életpályája
Klein Sándor kékfestő és Mand(e)l Zsuzsanna fia. 1909-ben elvégezte Rákosi Szidi színiiskoláját, majd Szabó Ferenc társulatában kezdett játszani. 1910–1911 között Könyves Jenő társulatában volt látható, 1911-től Neményi Lipót társulatában szerepelt, 1914-ben Balla Kálmán társulatához szegődött, 1917-ben pedig Pázmán Ferenc Frontszínházában játszott. 1917–1918 között Debrecenben lépett fel, itt már főrendező is volt. 1918–1919, valamint 1924–1925 között a szatmárnémeti színház igazgatója volt. 1928–1929 között Fehér Imre erdélyi társulatának rendezője volt. 1930-ban megpróbálta létrehozni a bukaresti állandó magyar színházat, ami nem sikerült. 1945–1950 között a Madách Színház tagja volt. 1946-ban változtatta meg nevét Kleinről Kovácsra. 1958-ig a József Attila Színházban lépett fel.

### Magánélete
1915. augusztus 26-án Budapesten házasságot kötött Szűcs Irén (1878–1960) színésznővel.
Sírja a Farkasréti temetőben található (2/3 (2/A.)-1-193/194).

## Filmjei
- A vén gazember (1932)
- Hortobágy (1937)